# Nierówność Shapiro
Nierówność Shapiro – nierówność zaproponowana przez amerykańskiego matematyka Shapiro w 1954 r.
Niech {\displaystyle x_{1},\;x_{2},\;\dots ,\;x_{n}>0,\;n\in \mathbb {N} } oraz
{\displaystyle n\leqslant 12} będzie liczbą parzystą
albo
{\displaystyle n\leqslant 23} będzie liczbą nieparzystą.
Oznaczmy także {\displaystyle x_{n+1}=x_{1},x_{n+2}=x_{2}.} Wówczas zachodzi
{\displaystyle {\frac {n}{2}}\leqslant \sum _{i=1}^{n}~{\frac {x_{i}}{x_{i+1}+x_{i+2}}}.}
Nierówność ta dla n = 3 nazywana jest nierównością Nesbitta.
Dla większych wartości n nierówność nie zachodzi, a ostrym ograniczeniem dolnym jest {\displaystyle \gamma n,} gdzie {\displaystyle \gamma \approx 0{,}494} jest równe {\displaystyle \psi (0)/2,} gdzie {\displaystyle \psi } jest największą funkcją wypukłą, której wykres leży poniżej wykresów {\displaystyle y=e^{-x}} oraz {\displaystyle y=2\left(e^{x}+e^{\frac {x}{2}}\right)^{-1}.} Wartość tej stałej znalazł w 1969 Vladimir Drinfeld.

## Dowód nierówności dla n = 1 i n = 2
Dowód nierówności dla {\displaystyle n=1} oraz {\displaystyle n=2} jest trywialny.
Gdy {\displaystyle n=1} nierówność Shapiro ma postać:
{\displaystyle {\frac {x_{1}}{2x_{1}}}\geqslant {\frac {1}{2}},}
czyli {\displaystyle {\frac {1}{2}}\geqslant {\frac {1}{2}},}
gdy {\displaystyle n=2} nierówność Shapiro jest postaci:
{\displaystyle {\frac {x_{1}}{x_{1}+x_{2}}}+{\frac {x_{2}}{x_{2}+x_{1}}}\geqslant 1,}
czyli {\displaystyle {\frac {x_{1}+x_{2}}{x_{1}+x_{2}}}\geqslant 1}
{\displaystyle 1\geqslant 1.}

## Dowód nierówności dla n = 3
Skorzystamy z następującego lematu:
{\displaystyle \forall _{x\in \mathbb {R} _{+}}x+{\frac {1}{x}}\geqslant 2.}
Dowód lematu:
Niech {\displaystyle x} będzie dowolną liczbą dodatnią. Mamy:
{\displaystyle x+{\frac {1}{x}}\geqslant 2\iff x^{2}+1\geqslant 2x\iff x^{2}-2x+1\geqslant 0\iff (x-1)^{2}\geqslant 0.}
Ostatnia nierówność jest prawdziwa, ponieważ kwadrat każdej liczby rzeczywistej jest nieujemny.
Dowód Nierówności Shapiro, gdy {\displaystyle n=3{:}}
Mamy wykazać, że:
{\displaystyle \forall _{x_{1},x_{2},x_{3}\in \mathbb {R} _{+}}{\frac {x_{1}}{x_{2}+x_{3}}}+{\frac {x_{2}}{x_{3}+x_{1}}}+{\frac {x_{3}}{x_{1}+x_{2}}}\geqslant {\frac {3}{2}}\qquad \qquad (*)}
Oznaczmy {\displaystyle a=x_{2}+x_{3},} {\displaystyle b=x_{3}+x_{1},} {\displaystyle c=x_{1}+x_{2}.} Zatem:
{\displaystyle x_{1}={\frac {1}{2}}(b+c-a),}
{\displaystyle x_{2}={\frac {1}{2}}(a+c-b),}
{\displaystyle x_{3}={\frac {1}{2}}(a+b-c).}
Nierówność {\displaystyle (*)} możemy więc zapisać następująco:
{\displaystyle {\frac {b+c-a}{2a}}+{\frac {a+c-b}{2b}}+{\frac {a+b-c}{2c}}\geqslant {\frac {3}{2}},} kolejne nierówności są równoważne:
{\displaystyle {\frac {b+c-a}{a}}+{\frac {a+c-b}{b}}+{\frac {a+b-c}{c}}\geqslant 3}
{\displaystyle {\frac {b}{a}}+{\frac {c}{a}}-1+{\frac {a}{b}}+{\frac {c}{b}}-1+{\frac {a}{c}}+{\frac {b}{c}}-1\geqslant 3}
{\displaystyle {\frac {b}{a}}+{\frac {c}{a}}+{\frac {a}{b}}+{\frac {c}{b}}+{\frac {a}{c}}+{\frac {b}{c}}\geqslant 6}
{\displaystyle \left({\frac {b}{a}}+{\frac {a}{b}}\right)+\left({\frac {b}{c}}+{\frac {c}{b}}\right)+\left({\frac {a}{c}}+{\frac {c}{a}}\right)\geqslant 6\qquad \qquad (**)}
Na mocy lematu mamy:
{\displaystyle {\frac {b}{a}}+{\frac {a}{b}}\geqslant 2}
{\displaystyle {\frac {b}{c}}+{\frac {c}{b}}\geqslant 2}
{\displaystyle {\frac {a}{c}}+{\frac {c}{a}}\geqslant 2}
Dodając te nierówności stronami otrzymujemy nierówność {\displaystyle (**),} co dowodzi, że nierówność {\displaystyle (*)} jest prawdziwa.

## Dowód nierówności dla n = 4
Udowodnimy najpierw następujący lemat:
{\displaystyle \forall _{x,y\in \mathbb {R} +}{\frac {1}{x}}+{\frac {1}{y}}\geqslant {\frac {4}{x+y}}}
Dowód lematu:
Dla dowolnych dodatnich {\displaystyle x,y} zachodzi {\displaystyle (x-y)^{2}\geqslant 0.} Mamy:
{\displaystyle (x-y)^{2}\geqslant 0\Rightarrow x^{2}+y^{2}\geqslant 2xy\Rightarrow {\frac {x^{2}+y^{2}}{xy}}\geqslant 2\Rightarrow {\frac {x}{y}}+{\frac {y}{x}}\geqslant 2\Rightarrow 2+{\frac {x}{y}}+{\frac {y}{x}}\geqslant 4\Rightarrow {\frac {x+y}{x}}+{\frac {x+y}{y}}\geqslant 4\Rightarrow {\frac {1}{x}}+{\frac {1}{y}}\geqslant {\frac {4}{x+y}},} c. n. d.
Dowód Nierówności Shapiro dla n = 4:
Mamy wykazać, że {\displaystyle \forall _{x_{1},x_{2},x_{3},x_{4}\in \mathbb {R} _{+}}{\frac {x_{1}}{x_{2}+x_{3}}}+{\frac {x_{2}}{x_{3}+x_{4}}}+{\frac {x_{3}}{x_{4}+x_{1}}}+{\frac {x_{4}}{x_{1}+x_{2}}}\geqslant 2}
Zauważmy, że:
{\displaystyle 2\left({\frac {x_{1}}{x_{2}+x_{3}}}+{\frac {x_{2}}{x_{3}+x_{4}}}+{\frac {x_{3}}{x_{4}+x_{1}}}+{\frac {x_{4}}{x_{1}+x_{2}}}\right)=}
{\displaystyle =\left({\frac {x_{1}+x_{2}}{x_{2}+x_{3}}}+{\frac {x_{2}+x_{3}}{x_{3}+x_{4}}}+{\frac {x_{3}+x_{4}}{x_{4}+x_{1}}}+{\frac {x_{4}+x_{1}}{x_{1}+x_{2}}}\right)+\left({\frac {x_{3}}{x_{2}+x_{3}}}+{\frac {x_{4}}{x_{3}+x_{4}}}+{\frac {x_{1}}{x_{4}+x_{1}}}+{\frac {x_{2}}{x_{1}+x_{2}}}\right)-4+\left({\frac {x_{1}}{x_{2}+x_{3}}}+{\frac {x_{2}}{x_{3}+x_{4}}}+{\frac {x_{3}}{x_{4}+x_{1}}}+{\frac {x_{4}}{x_{1}+x_{2}}}\right)}
Na mocy nierówności Cauchy’ego mamy:
{\displaystyle {\frac {\displaystyle {\frac {x_{1}+x_{2}}{x_{2}+x_{3}}}+{\frac {x_{2}+x_{3}}{x_{3}+x_{4}}}+{\frac {x_{3}+x_{4}}{x_{4}+x_{1}}}+{\frac {x_{4}+x_{1}}{x_{1}+x_{2}}}}{4}}\geqslant {\sqrt[{4}]{{\frac {x_{1}+x_{2}}{x_{2}+x_{3}}}\cdot {\frac {x_{2}+x_{3}}{x_{3}+x_{4}}}\cdot {\frac {x_{3}+x_{4}}{x_{4}+x_{1}}}\cdot {\frac {x_{4}+x_{1}}{x_{1}+x_{2}}}}}={\sqrt[{4}]{1}}=1,}
czyli:
{\displaystyle {\frac {x_{1}+x_{2}}{x_{2}+x_{3}}}+{\frac {x_{2}+x_{3}}{x_{3}+x_{4}}}+{\frac {x_{3}+x_{4}}{x_{4}+x_{1}}}+{\frac {x_{4}+x_{1}}{x_{1}+x_{2}}}\geqslant 4}
Mamy zatem:
{\displaystyle \left({\frac {x_{1}+x_{2}}{x_{2}+x_{3}}}+{\frac {x_{2}+x_{3}}{x_{3}+x_{4}}}+{\frac {x_{3}+x_{4}}{x_{4}+x_{1}}}+{\frac {x_{4}+x_{1}}{x_{1}+x_{2}}}\right)+\left({\frac {x_{3}}{x_{2}+x_{3}}}+{\frac {x_{4}}{x_{3}+x_{4}}}+{\frac {x_{1}}{x_{4}+x_{1}}}+{\frac {x_{2}}{x_{1}+x_{2}}}\right)-4+\left({\frac {x_{1}}{x_{2}+x_{3}}}+{\frac {x_{2}}{x_{3}+x_{4}}}+{\frac {x_{3}}{x_{4}+x_{1}}}+{\frac {x_{4}}{x_{1}+x_{2}}}\right)\geqslant }
{\displaystyle \geqslant 4+\left({\frac {x_{3}}{x_{2}+x_{3}}}+{\frac {x_{4}}{x_{3}+x_{4}}}+{\frac {x_{1}}{x_{4}+x_{1}}}+{\frac {x_{2}}{x_{1}+x_{2}}}\right)-4+\left({\frac {x_{1}}{x_{2}+x_{3}}}+{\frac {x_{2}}{x_{3}+x_{4}}}+{\frac {x_{3}}{x_{4}+x_{1}}}+{\frac {x_{4}}{x_{1}+x_{2}}}\right)=}
{\displaystyle ={\frac {x_{3}}{x_{2}+x_{3}}}+{\frac {x_{4}}{x_{3}+x_{4}}}+{\frac {x_{1}}{x_{4}+x_{1}}}+{\frac {x_{2}}{x_{1}+x_{2}}}+{\frac {x_{1}}{x_{2}+x_{3}}}+{\frac {x_{2}}{x_{3}+x_{4}}}+{\frac {x_{3}}{x_{4}+x_{1}}}+{\frac {x_{4}}{x_{1}+x_{2}}}=}
{\displaystyle =(x_{1}+x_{3})\left({\frac {1}{x_{2}+x_{3}}}+{\frac {1}{x_{4}+x_{1}}}\right)+(x_{2}+x_{4})\left({\frac {1}{x_{3}+x_{4}}}+{\frac {1}{x_{1}+x_{2}}}\right)}
Na mocy lematu mamy:
{\displaystyle (x_{1}+x_{3})\left({\frac {1}{x_{2}+x_{3}}}+{\frac {1}{x_{4}+x_{1}}}\right)+(x_{2}+x_{4})\left({\frac {1}{x_{3}+x_{4}}}+{\frac {1}{x_{1}+x_{2}}}\right)\geqslant }
{\displaystyle \geqslant (x_{1}+x_{3})\left({\frac {4}{x_{1}+x_{2}+x_{3}+x_{4}}}\right)+(x_{2}+x_{4})\left({\frac {4}{x_{1}+x_{2}+x_{3}+x_{4}}}\right)=(x_{1}+x_{2}+x_{3}+x_{4})\left({\frac {4}{x_{1}+x_{2}+x_{3}+x_{4}}}\right)=4}
Zatem udowodniliśmy nierówność:
{\displaystyle 2({\frac {x_{1}}{x_{2}+x_{3}}}+{\frac {x_{2}}{x_{3}+x_{4}}}+{\frac {x_{3}}{x_{4}+x_{1}}}+{\frac {x_{4}}{x_{1}+x_{2}}})\geqslant 4}
która jest równoważna nierówności
{\displaystyle {\frac {x_{1}}{x_{2}+x_{3}}}+{\frac {x_{2}}{x_{3}+x_{4}}}+{\frac {x_{3}}{x_{4}+x_{1}}}+{\frac {x_{4}}{x_{1}+x_{2}}}\geqslant 2,} cnd.